# 대동맹
대동맹은 1689년 12월 20일에 결성되었다. 전신인 아우스부르크 동맹(League of Augsburg)으로 잘못 불리기도 한다. 네덜란드 공화국과 잉글랜드를 대표하여 윌리엄 3세와 합스부르크 군주제를 대표하는 황제 레오폴트 1세가 서명한 이 연합의 주요 동맹이다. 목적은 프랑스 루이 14세의 팽창주의 정책에 반대하는 것이었다.
나중에 스페인 군주국과 사보이아 공국이 추가되면서 연합군은 1688년부터 1697년까지 프랑스와 9년 전쟁을 벌였고, 이는 레이스베이크 평화로 끝났다.
제2차 대동맹은 스페인 왕위 계승 전쟁 이전인 1701년 헤이그 조약으로 재형성되었으며, 1713년 위트레흐트 평화 조약 이후 해산되었다.